# Monika Jagaciak

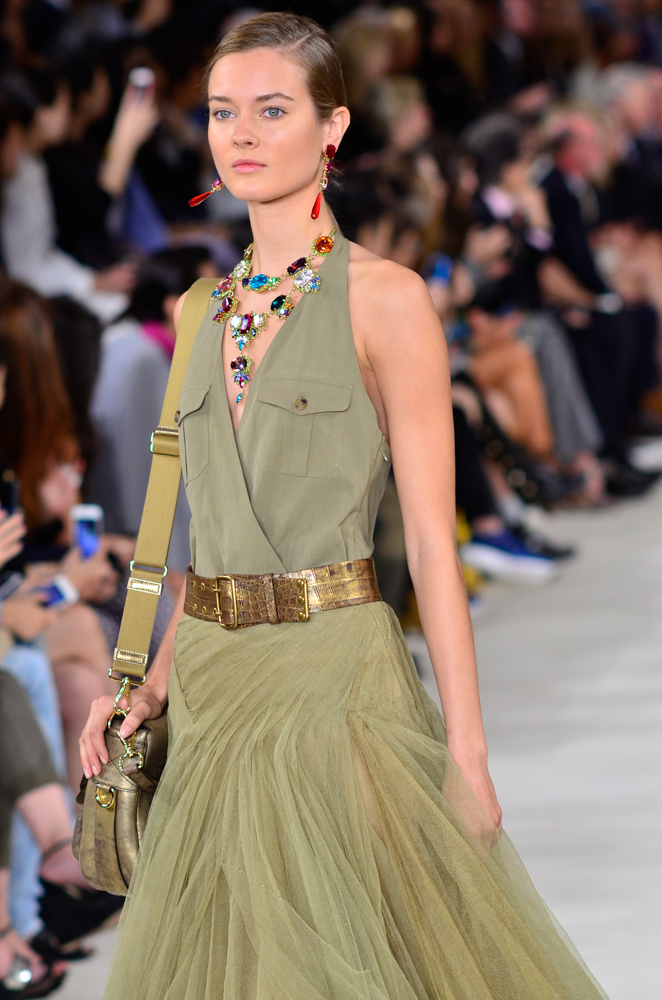
Monika Jagaciak

Monika Jagaciak (* 15. Januar 1994 in Posen) ist ein polnisches Model.
Monika Jagaciak wurde mit 13 Jahren bei einem Model-Casting in Polen entdeckt und erhielt einen Vertrag bei der Agentur IMG Models. 2009 debütierte sie bei der New York Fashion Week und lief seitdem bei Schauen von Donna Karan, Calvin Klein, Prada oder Dolce & Gabbana. Als Covermodel war sie auf internationalen Ausgaben der Elle und Vogue und in Anzeigen von Valentino oder Marc Jacobs zu sehen. Von 2013 bis 2015 wirkt sie an den Victoria’s Secret Fashion Shows mit.
Sie ist mit Branislav Jankic verheiratet.